# 王承 (南梁)
王承（?—?），字安期，琅邪郡臨沂县人，南朝梁官员。
尚书仆射王暕之子。七岁通《周易》，选补国子生。十五岁，射策及第，授秘书郎。历任太子舍人、南康王文学、邵陵王友、太子中舍人。普通四年（523年）、父亲去世，辞職服喪。服喪结束，再任太子中舍人。历任中书侍郎、黃門侍郎，兼国子博士。当時貴族重文学，学习经学的人物较少，王承独好儒业。在国子学讲述《礼记》、《周易》之义。中大通五年（533年）转任長史兼侍中，转任国子祭酒。王承祖父王俭、父亲王暕都担任国子祭酒，三代为国师职前代未聞，当時以为荣耀。后来出任戎昭将軍、東陽郡太守，故有名王东阳，在郡有惠政。任期未完，在郡去世。享年四十一岁，谥号章子。

## 延伸阅读
[在维基数据编辑]
 《梁書/卷41》，出自姚思廉《梁書》